# Departamento Río Cuarto
Río Cuarto es un departamento ubicado en la provincia de Córdoba (Argentina).
Su superficie es similar a la de Esuatini, Chuvasia o Chechenia, siendo el departamento cordobés más extenso.

## Historia
La primitiva región de Río Cuarto comprendía, además del actual departamento homónimo, los territorios de General Roca, Juárez Celman, Tercero Arriba y parte de General San Martín y Presidente Roque Sáenz Peña.
Cabe aclarar que la mayor parte de estos territorios estaba en la época colonial bajo el dominio de los aborígenes, en especial cuando estos comenzaron a utilizar el caballo para el dominio de la extensa pampa, asolando la región con sus incursiones o malones. Surgieron por esta razón una serie de fortines con la finalidad de mantener la seguridad y facilitar el asentamiento de colonos, los que tuvieron un vigoroso impulso durante el período del gobernador-intendente Rafael de Sobremonte.
Hacia 1822 se produjo el primer desmembramiento, ya que los territorios septentrionales de Río Cuarto dieron origen al departamento Tercero Arriba, el que incluía la pedanía Yucat, actualmente perteneciente a General San Martín.
Una ley provincial, sancionada en 23 de julio de 1888 durante el gobierno de José Echenique, permitió dividir a Río Cuarto en tres partes: General Roca, Juárez Celman y el propio y actual departamento Río Cuarto.
Con una superficie de 18,394 km², equivalente a un poco más del 11% del territorio provincial, este departamento es el de mayor extensión dentro de la geografía cordobesa. Su cabecera es la ciudad de Río Cuarto, que fuera fundada el 11 de noviembre de 1786 por el progresista Marqués de Sobremonte.
En los últimos años ha surgido una idea secesionista por parte de los habitantes del departamento Río Cuarto la cual propone separarse de la provincia de Córdoba y formar una nueva provincia argentina junto con otros departamentos del sur cordobés. Esta idea ha salido a flote con fuerza a principios de 2016, cuando a través de una encuesta se dio a conocer que aproximadamente el 74% de la población de la Ciudad de Río Cuarto está a favor de escindirse de la provincia de Córdoba. Los departamentos que podrían acompañar esta medida serían General Roca, Presidente Roque Sáenz Peña y Juárez Celman. Entre los posibles nombres que podría tomar esta nueva provincia serían Gran Río Cuarto o Ranquelia.

## Economía
Río Cuarto es una de las economías más importantes de la provincia de Córdoba.
La ciudad de Río Cuarto se constituye en el gran centro comercial e industrial del sur cordobés, cuya área de influencia se extiende más allá de los límites de la provincia. Numerosos establecimientos se levantan a lo largo y a lo ancho del departamento: canteras y aserraderos, molinos, establecimientos avícolas y diversas plantas lácteas, que definen el perfil industrial y productivo de la región.
El aporte de la producción del campo es altamente significativo en el contexto provincial. En cuanto a la ganadería, las principales existencias eran los bovinos, los ovinos, los porcinos y los equinos, entre otros.
Entre los principales cultivos cabe mencionar el maíz, ya que Río Cuarto posee el 24% de las áreas sembradas de la provincia, como así también soja, maní, girasol, trigo, centeno, avena, cebada.
Esta importante producción granaria genera la necesidad del acopio, que se realiza básicamente en silos ubicados en cada una de las poblaciones de la llanura.

## Pedanías

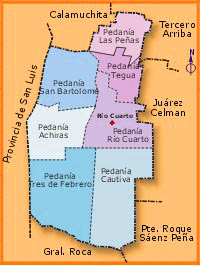
Pedanías.

Para los fines catastrales el departamento se divide en siete pedanías: 
- Achiras
- Cautiva
- Las Peñas
- Río Cuarto
- San Bartolomé
- Tegua
- Tres de Febrero

## Localidades y gobiernos locales
El departamento comprende 29 gobiernos locales, cuyos ejidos municipales no son colindantes y por tanto no ocupan la totalidad del territorio departamental. 
Se encuentran categorizados en 21 municipios:
- Achiras
- Adelia María
- Alcira Gigena
- Alpa Corral
- Berrotarán
- Bulnes
- Chaján
- Coronel Baigorria
- Coronel Moldes
- Elena
- La Cautiva
- Las Acequias
- Las Higueras
- Las Vertientes
- Monte de Los Gauchos
- Río Cuarto
- Sampacho
- San Basilio
- Santa Catalina
- Tosquita
- Vicuña Mackenna

Y 8 comunas:
- Chucul
- La Carolina - El Potosí
- Las Albahacas
- Las Peñas Sud
- Malena
- Suco
- Villa El Chacay
- Washington

Hay otras 3 localidades que no se constituyen en gobiernos locales y por tanto no posee ejido municipal ni autoridades propias:
- La Gilda
- Paso del Durazno
- Unión de los Ríos, dentro del ejido del municipio de Alpa Corral.

## Demografía
Después del departamento Capital, Río Cuarto es el más poblado del territorio cordobés. 
Una de las características demográficas de esta unidad es la alta concentración de habitantes en el Gran Río Cuarto, el segundo centro urbano de la provincia de Córdoba: dos de cada tres riocuartenses residían en la capital alternativa de Córdoba.

### Estructura
Según el censo 2022 la población total del departamento es de 279 923 personas, repartidas en 
145 037 mujeres y 134 860 hombres, con un índice de masculinidad de 92,9 hombres por cada 100 mujeres. 
La edad mediana de la población es de 34 años (35 años entre las mujeres y 33 años entre los hombres).
El 13,5% de la población tiene más de 65 años (frente al 12,5% en 2010), y el 3,1% de la población tiene más de 80 años (frente al 3,0% en 2010)

### Salud y educación
El 71,5% de la población tiene al menos un tipo de cobertura de salud. 
Unas 89 075 personas asisten a algún tipo de establecimiento educativo de cualquier nivel y unas 34 552 personas tienen un título terciario o superior (19,6% sobre el total de la población instruida). La tasa de alfabetización es del 99,8

### Migraciones
De las personas residentes en el departamento, unas 32 326 (11,5% del total de población) nacieron en otra provincia, y unas 2 735 (1,0% del total de población) lo hicieron fuera del país, siendo los grupos de inmigrantes más numerosos los provenientes de:
- Bolivia: 739 personas
- Paraguay: 244 personas
- Venezuela: 202 personas
- Chile: 201 personas
- Colombia: 162 personas

### Hogares
En el departamento hay un total de 126 096 viviendas  y 105 896 hogares. 
En cuanto al régimen de tenencia y regularidad de la propiedad de las viviendas, el 56,6% es propia, el 27,8% es alquilada, el 8,2% es cedida o prestada, y el resto se encuentra en otra situación.
Sobre el total de hogares, 100 421 (94,8% del total) tienen acceso a red pública de agua corriente, 74 810 (70,6% del total) tienen desagüe y descarga a red pública cloacal, 65 197 (61,6% del total) tienen acceso a red pública de gas, y 82 891 (78,3% del total) tienen acceso a red de internet en la vivienda. 

## Sismicidad
En 1955 se produjo en Villa Giardino, un temblor de 6,9 escala de Richter. Recuérdese que la región está atravesada por la "falla del frente occidental de las Sierras Chicas" ,  extendida desde Villa Carlos Paz hasta Berrotarán y Elena; y su potencial para generar sismos es desconocido. En la región también se encuentra la "falla de Las Lagunas", cercana a Sampacho -destruida por el sismo en 1934- que llega hasta Río Cuarto.